# N.W.A
N.W.A (viết tắt của cụm từ Niggaz Wit Attitudes) là một nhóm nhạc hip hop đến từ Compton, California, Hoa Kỳ. Họ nằm trong số những nhóm nhạc hip hop nổi tiếng sớm nhất và cũng gây tranh cãi nhiều nhất về thể loại nhạc gangsta rap. Có thể nói N.W.A cũng được coi là một trong những nhóm nhạc vĩ đại và có ảnh hưởng nhất trong lịch sử làng nhạc hip hop. N.W.A hoạt động từ năm 1986 đến năm 1991, chịu đựng những tranh cãi gay gắt do ca từ trong những bài hát của mình, mà nhiều người xem là thiếu tôn trọng phụ nữ, cũng như dùng để tôn vinh việc lạm dụng ma túy của tội phạm. Nhóm đã từng bị cấm phát nhạc tại nhiều đài phát thanh. Mặc dù vậy, nhóm đã bán được hơn 10 triệu đĩa đơn chỉ tính riêng tại Mỹ. Nhóm cũng được biết đến với lòng căm thù của mình đối với hệ thống cảnh sát, điều mà đã gây ra nhiều cuộc tranh cãi trong những năm tháng nhóm còn hoạt động.
Những thành viên ban đầu thành lập nhóm vào năm 1986 gồm có: Arabian Prince, Dr. Dre và Eazy-E. Ice Cube, DJ Yella và MC Ren gia nhập sau đó. Arabian Prince rời nhóm trước khi album Straight Outta Compton được chính thức phát hành vào năm 1988. Tháng 12 năm 1989, Ice Cube cũng đã chính thức rời nhóm. Eazy-E, Dr. Dre, Ice Cube và MC Ren sau này trở thành những nghệ sĩ solo thành công trong thập niên 90. Album đầu tay Straight Outta Compton của họ đánh dấu sự khởi đầu mới của kỷ nguyên gangsta rap như việc sản xuất và bình luận xã hội trong lời bài hát của họ là một cuộc cách mạng trong thế giới âm nhạc, trong khi album thứ hai Niggaz4Life là album hardcore rap đầu tiên ra mắt ở vị trí số một trên bảng xếp hạng doanh thu Billboard 200. Tạp chí Rolling Stone đã xếp N.W.A vào hạng 83 trong danh sách "100 Nghệ sĩ vĩ đại nhất của mọi thời đại". Trong năm 2016, nhóm đã được giới thiệu vào hàng ngũ Huyền thoại của Rock and Roll.

## Thành viên
- Dr. Dre (1986–1991)
- Arabian Prince (1986–1988)
- DJ Yella (1986–1991)
- Eazy-E (1986–1991)
- Ice Cube (1986–1989)
- MC Ren (1988–1991)

## Phim tiểu sử

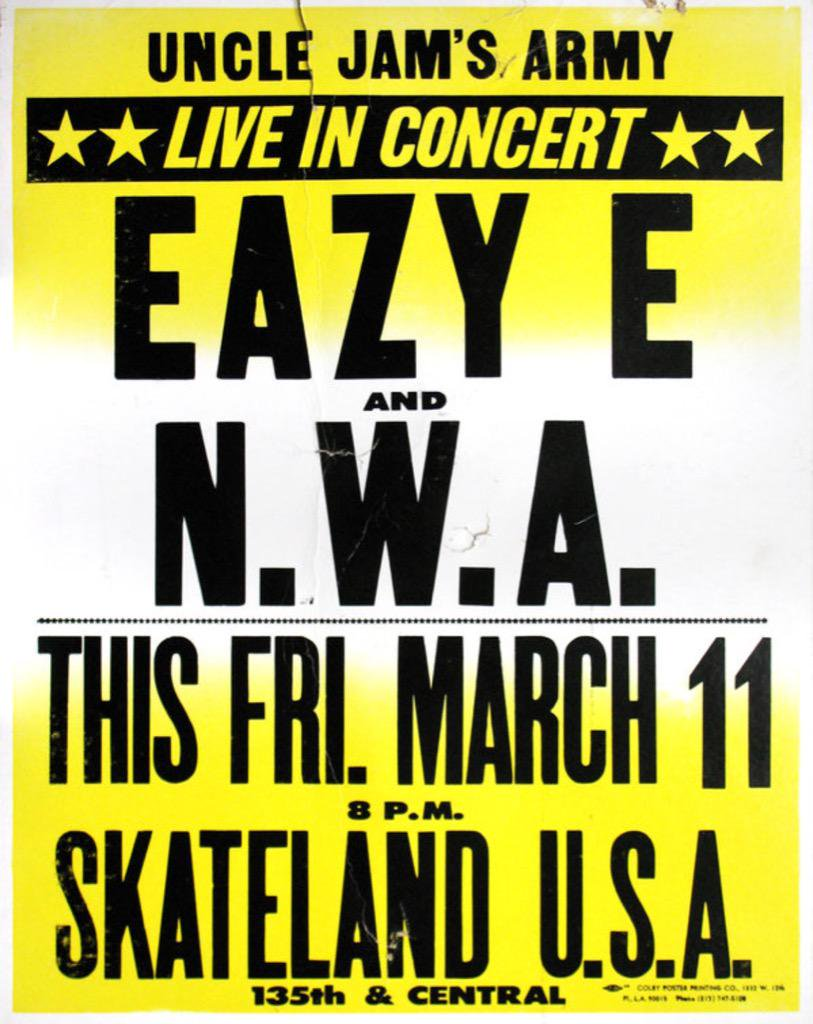
Description	English: A poster for an Eazy-E and N.W.A. concert, promoted by Uncle Jamm's Army, at Skateland U.S.A. rollerskating rink in Compton, California on March 11, 1988.
Source	Sweet, Sam (2015-08-13). "The Roller Rink Origins of N.W.A.". New York Times. Retrieved 2016-11-15.
Author	Craig Schweisinger / Cooley Poster Printing Company

Đại diện của hãng New Line Cinema đã công bố với "Hollywood Insider Blog" của Entertainment Weekly câu chuyện về nhóm N.W.A đã được phát triển để trở thành một bộ phim cho ra rạp vào năm 2012. Tuy nhiên, nó đã bị trì hoãn đến năm 2014. Kịch bản được nghiên cứu và viết bởi nhà làm phim S. Leigh Savidge và Alan Wenkus, người đã từng làm việc với góa phụ của Eazy-E, Tomica Woods-Wright. Ice Cube và Dr. Dre là những nhà sản xuất của bộ phim. Tháng 9 năm 2011, John Singleton được chọn để làm đạo diễn. Ice Cube và Singleton từng hợp tác trong phim được đề cử giải Oscar, Boyz n the Hood. Casting diễn viên được bắt đầu vào năm 2010. Có tin đồn cho rằng Lil Eazy-E sẽ đóng vai người cha quá cố của mình Eazy-E, và con trai của Ice Cube, O'Shea Jackson, Jr. cũng sẽ đóng vai cha mình.
Vào tháng 8 năm 2012, F. Gary Gray đã được chọn làm đạo diễn chứ không phải là Singleton. Bộ phim được đặt tên là Straight Outta Compton. Hãng Universal Pictures đã thuê Jonathan Herman vào tháng 12 năm 2013 để soạn thảo một kịch bản mới và đưa Will Packer vào để điều hành sản xuất bộ phim. Tháng 2 năm 2014, đạo diễn F. Gary Gray công bố mở cuộc casting diễn viên cho bộ phim diễn ra vào ngày 9 tháng 3 năm 2014 thông qua tài khoản Twitter của mình. Họ cũng mở những cuộc casting tại Atlanta và Chicago. Bộ phim ban đầu được dự kiến sẽ ghi hình vào tháng 4 năm 2014 nhưng đã được lùi lại do sự chậm trễ trong khâu casting.
Vào ngày 18 tháng 6 năm 2014, hãng phim Universal chính thức công bố rằng bộ phim tiểu sử về nhóm N.W.A, "Straight Outta Compton" sẽ được phát hành vào ngày 14 tháng 8 năm 2015. Con trai của Ice Cube, O'Shea Jackson, Jr. cũng đã được xác nhận sẽ đóng vai cha mình lúc trẻ. Jason Mitchell và Corey Hawkins sẽ đóng vai Eazy-E và Dr. Dre cùng với Aldis Hodge trong vai MC Ren và Neil Brown, Jr. trong vai DJ Yella. Bộ phim đã nhận được những lời khen ngợi từ phía các nhà phê bình và thu về hơn 200 triệu đô doanh thu phòng vé toàn cầu.

## Di sản

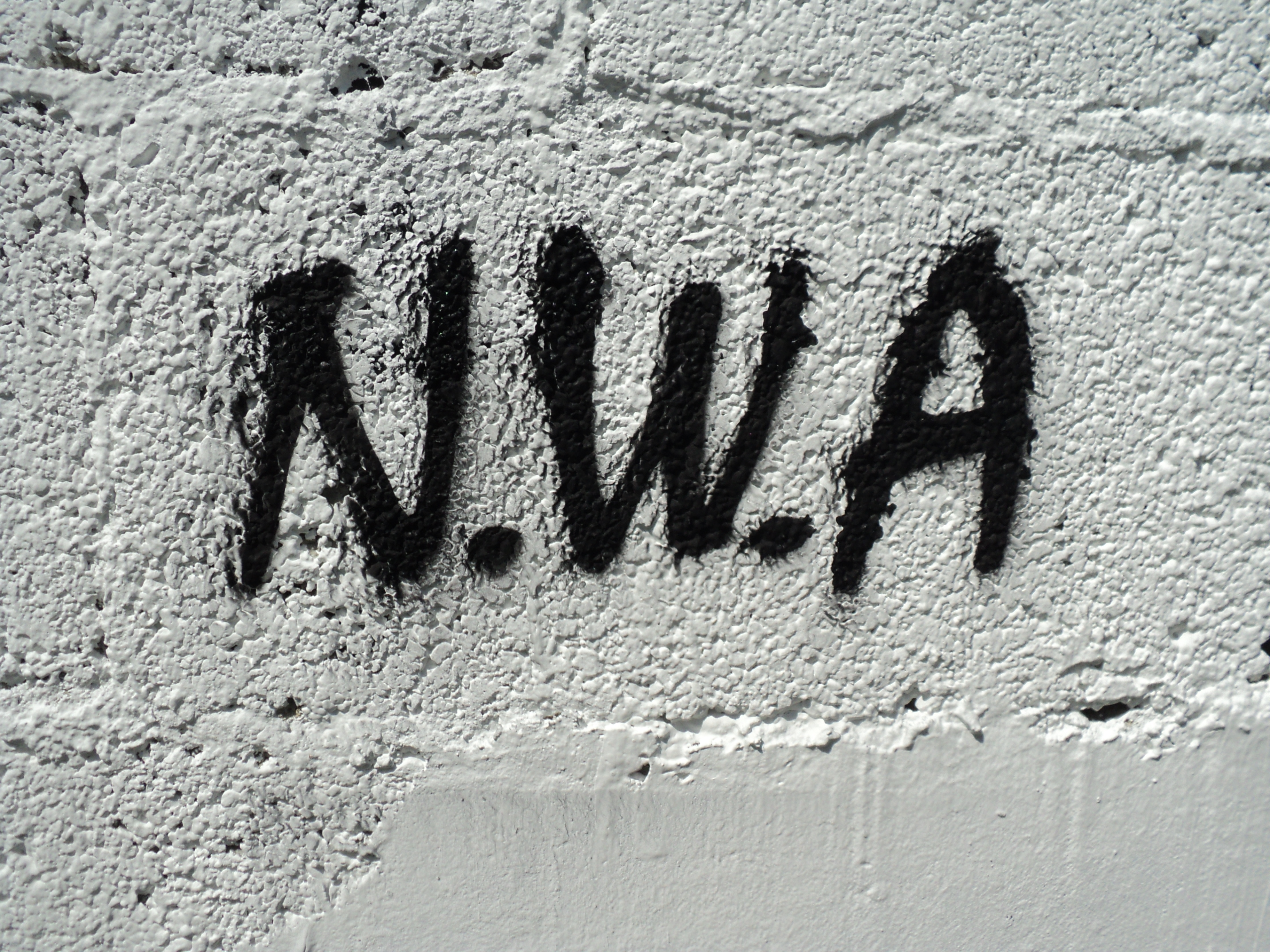
Graffiti của N.W.A

Mặc dù nhóm đã tan ra vào năm 1991, N.W.A vẫn được coi là một trong những nhóm nhạc hip hop vĩ đại và có ảnh hưởng nhất trong lịch sử. Họ đã để lại một di sản lâu dài về dòng nhạc hip hop cho đến tận ngày nay.